# Ogorzeliny (przystanek kolejowy)
Ogorzeliny − przystanek kolejowy w Ogorzelinach, w Polsce, w województwie pomorskim, w powiecie chojnickim.